# Slobomir
Slobomir (cyr. Слобомир) – wieś w Bośni i Hercegowinie, w Republice Serbskiej, w mieście Bijeljina. W 2013 roku liczyła 6 mieszkańców.